# Курчумски хребет
Курчумският хребет или Саритау (на казахски: Куршім жотасы; на руски: Курчумский хребет, Сары-тау) е планински хребет в южната част на планината Алтай, разположен в източните райони на Източноказахстанска област, Казахстан. Простира се от запад-югозапад на изток-североизток на протежение около 150 km, между долините на реките Курчум на север и Калгути, Такир и Калжир на юг, десни притоци на Иртиш и езерото Маркакол на югоизток. На североизток се свързва с хребетите Саримсакти и Тарбагатай. Максимална височина връх Саритау 2646 m, (48°44′26″ с. ш. 85°10′46″ и. д. / 48.740556° с. ш. 85.179444° и. д.), разположен в средната му част. Изграден е от палеозойски метаморфни скали. На север текат къси и бурни леви притоци на Курчум, а на юг – десните притоци на Иртиш Калгути, Такир и Калжир и малки и къси потоци, вливащи се от север в езерото Маркакол. Долните части на склоновете му са покрити със степна растителност, а нагоре следват планински пасища. Северните му склонове са обрасли с лиственични гори, а над 2000 m следва високопланинска тундра.

## Топографска карта
- Лист от карта M-45-XXVI Катон-Караган. Мащаб: 1 : 200 000. Указать дату выпуска/состояния местности.